# (204852) Frankfurt
(204852) Frankfurt est un astéroïde de la ceinture principale.

## Description
(204852) Frankfurt est un astéroïde de la ceinture principale. Il fut découvert le 15 septembre 2007 à Taunus par Erwin Schwab et Rainer Kling. Il présente une orbite caractérisée par un demi-grand axe de 2,74 UA, une excentricité de 0,05 et une inclinaison de 16,4° par rapport à l'écliptique.

## Compléments